# 紀伊御坊站
紀伊御坊站（日语：／ Kii-Gobō eki */?）是位於和歌山縣御坊市薗，屬於紀州鐵道的紀州鐵道線車站。

## 車站構造
本站是地面車站，設有1面1線的單式月台。此站是直營車站，整日設有車站職員當值。站内設有2條側線，分別用作檢查車輛和停泊車輛之用。已經退役的KiHa603於站內保存。
此站曾設有2面2線的相對式月台，當時設有列車交會設備。現時靠近站房一方的月台已經停用，停用月台上還保留了站名牌。此站設有列車夜間停泊。
本站的站房於1979年竣工。1978年3月，為紀念車站啟用50周年而發售紀念車票，紀念車票收入為2,000萬日圓，該收入用作興建新的站房。樓內設有紀州鐵道鐵道部事務所。

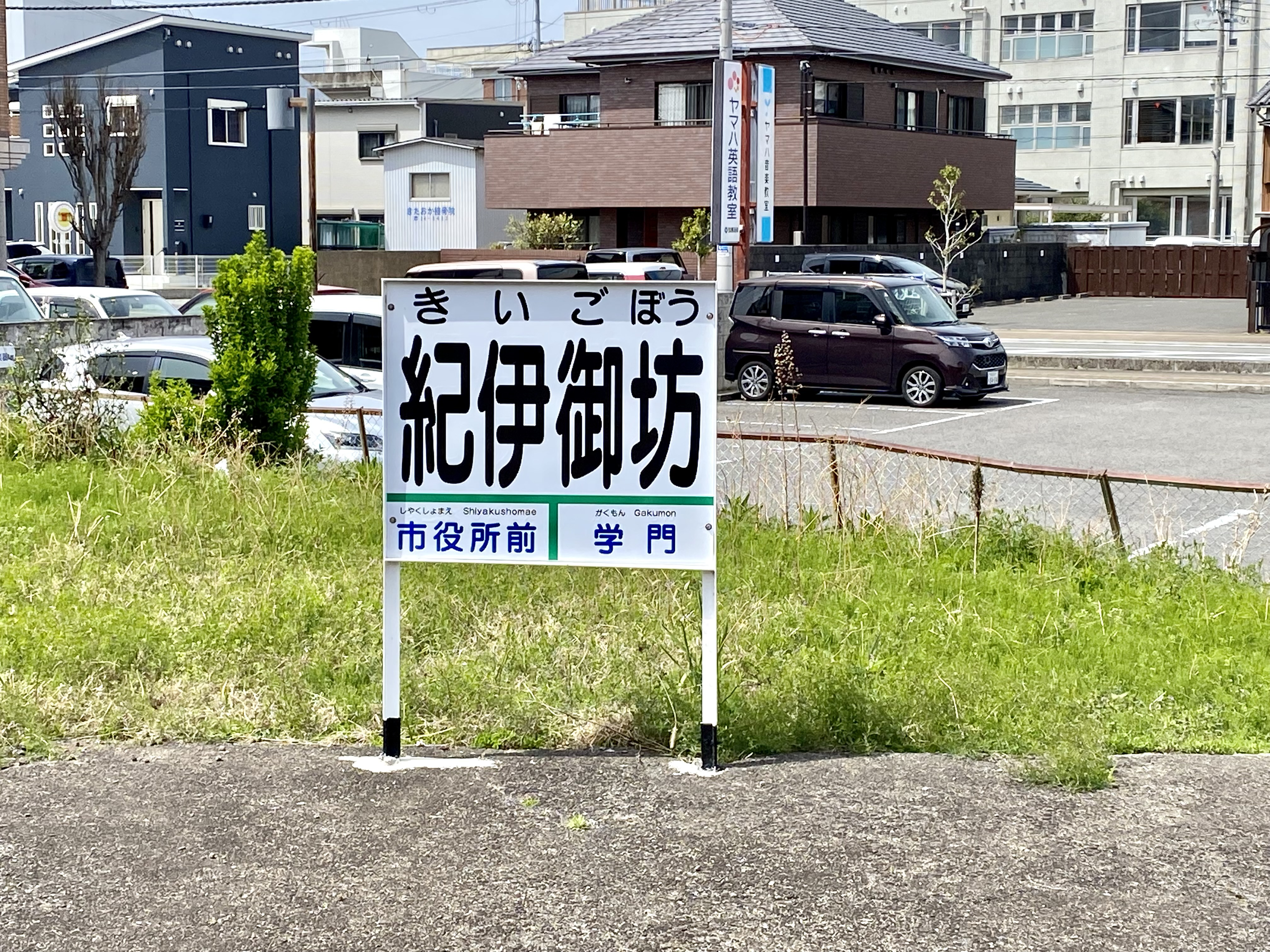
站名牌(2022年4月)
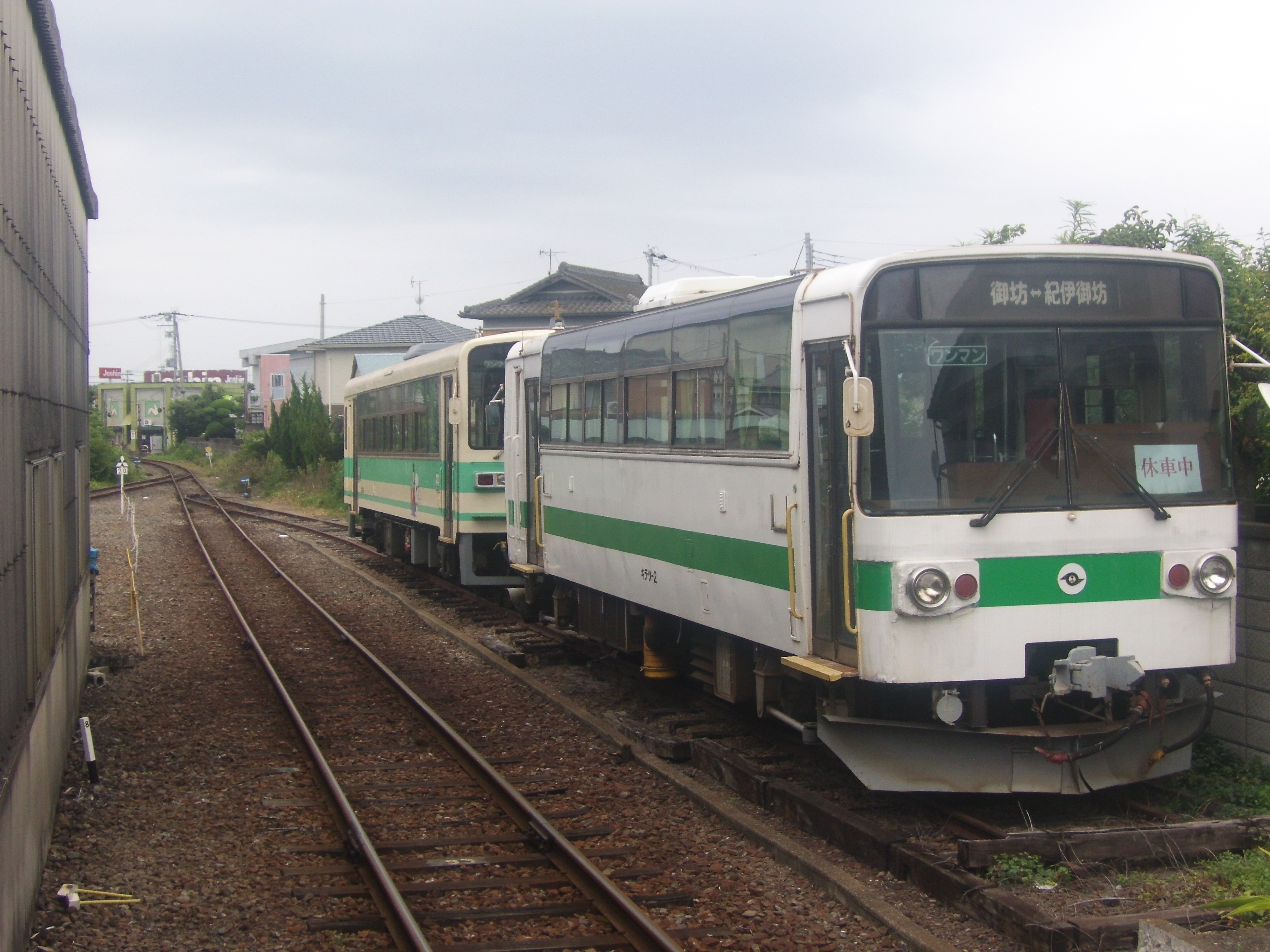
在側線停泊中的車輛和車廠（左邊）
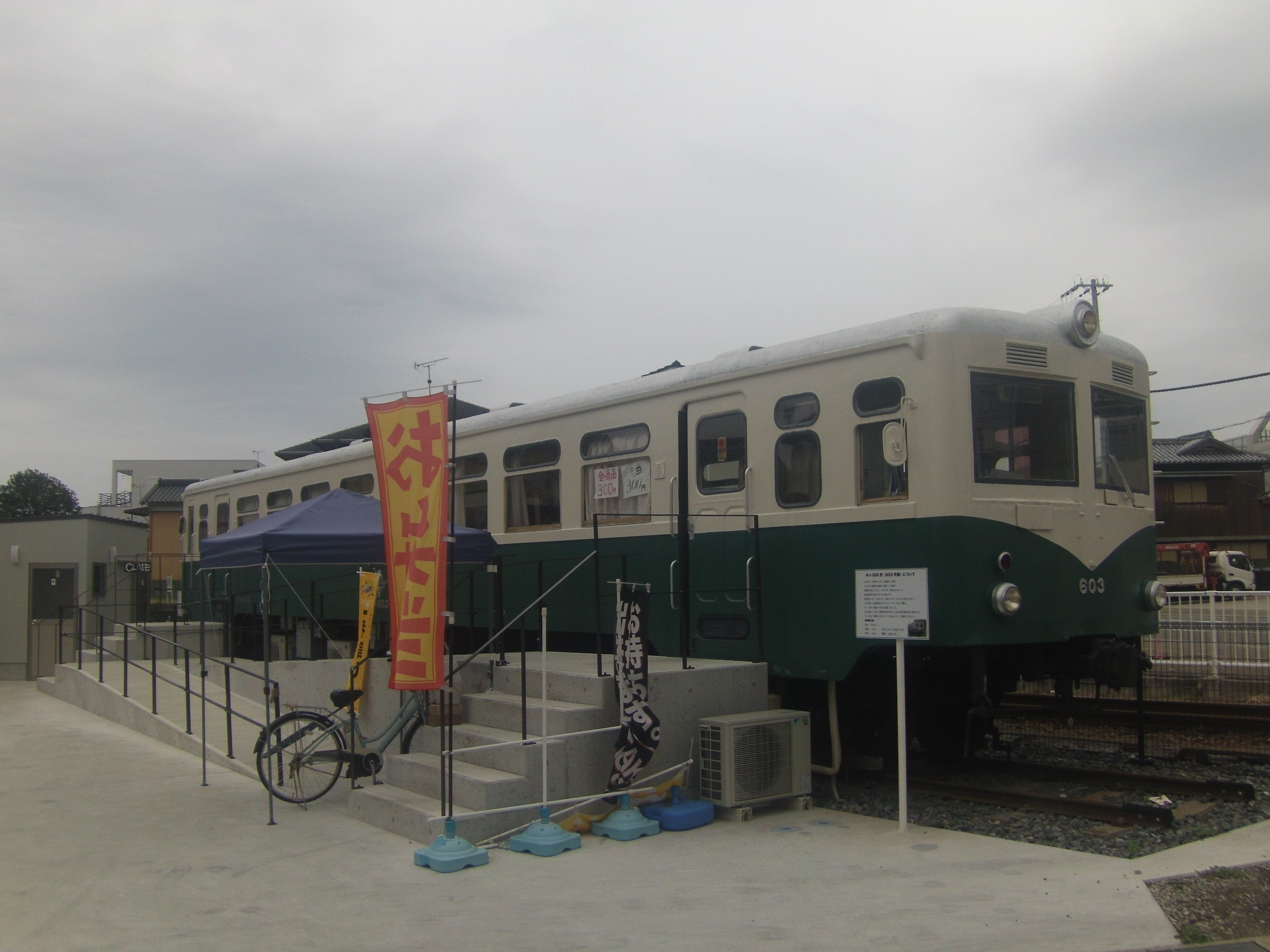
靜態保存的KiHa603

## 車站周邊
車站位於御坊市中心。市政廳比較接近市役所前站。
- 國保日高綜合醫院（日语：国保日高総合病院）
- 御坊市民文化會館
- 御坊市立體育館
- 御坊市立御坊小學（日语：御坊市立御坊小学校）
- 熊野御坊南海巴士（日语：熊野御坊南海バス） 御坊分社（日语：御坊南海バス）
- 松源（日语：松源） 御坊店

## 歷史
- 1931年（昭和6年）
  - 6月15日 - 御坊町站啟用。
  - 6月 - 車站改名為紀伊御坊站。

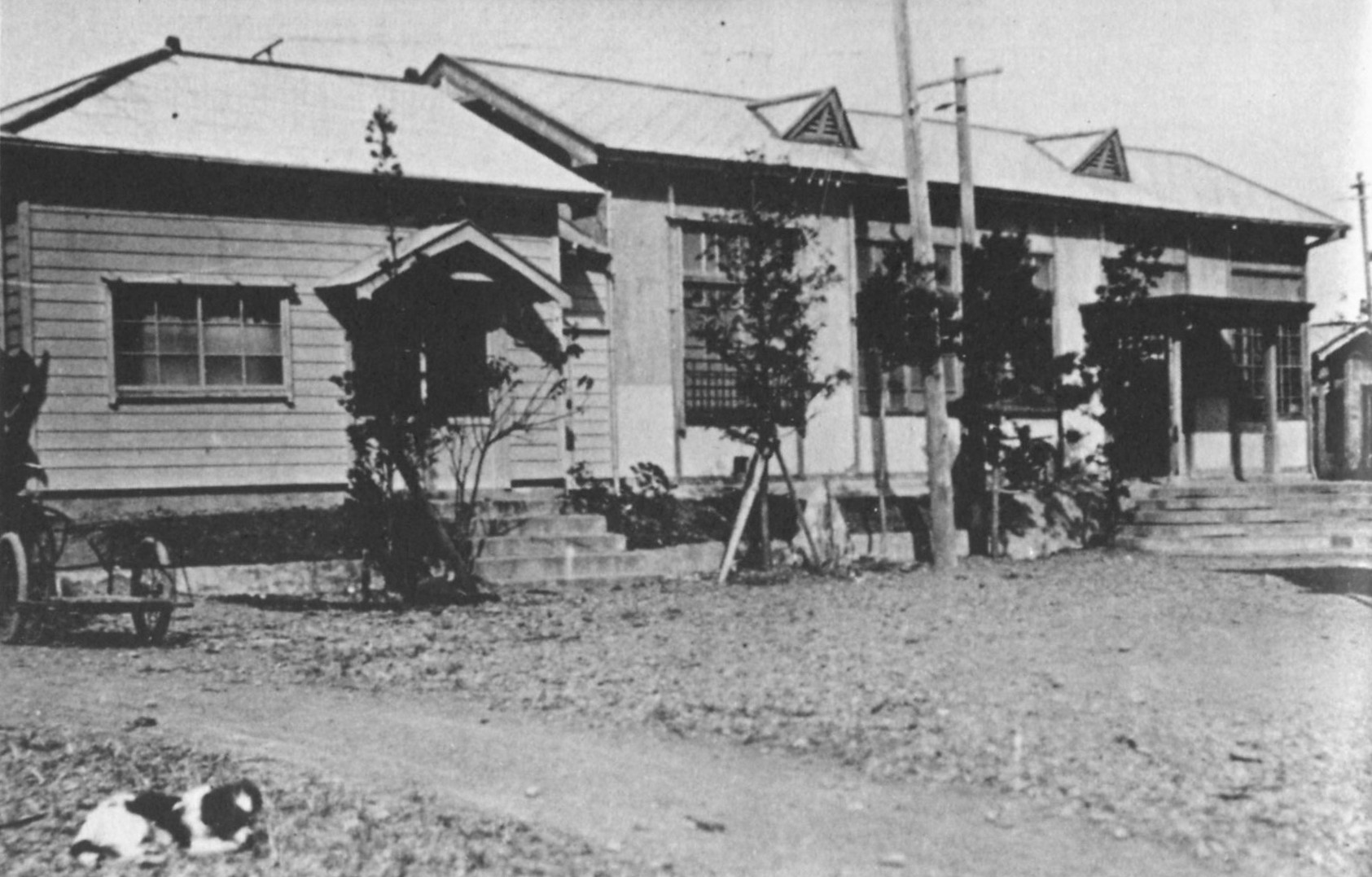
舊車站大樓(1934年11月25日)

- 1979年（昭和54年）9月21日 - 現時的車站大樓竣工。

## 利用狀況
以下為近年1日平均乘車人次列表。
| 年度   | 1日平均 乘車人次 |
| ------ | ---------------- |
| 2015年 | 91               |
| 2016年 | 85               |
| 2017年 | 81               |
| 2018年 | 87               |
| 2019年 | 71               |

## 其他
- 只有此站設有售票處，該處可購買回數票（日语：回数乗車券）、定期票、入場票和普通車票。由於御坊站由JR西日本管轄，因此不可在該處購買紀州鐵道車票。
- 於此站發售的普通車票為硬式車票。發售區間為了此鐵路線外，還有經御坊站轉乘前往紀勢本線，經和歌山站轉乘前往阪和線、和歌山線，以及直通至阪和線前往大阪環狀線方向的聯絡車票。
- 紀州鐵道創業70周年紀念車票只可在此站購買。紀州鐵道創業70周年的紀念商品也只可在此站購買，但是也可以透過郵購購買。

## 相鄰車站
紀州鐵道
紀州鐵道線
學門－紀伊御坊－市役所前

## 注腳
1. ↑   (PDF). 御坊市.   [2021-02-20]. （原始内容 (PDF)存档于2021-02-14） （日语）.